# فيليكيي بورلوك (كاركيفسكا)
فيليكيي بورلوك (Великий Бурлук) هي مدينة في مقاطعة كاركيفسكا في أوكرانيا.
يبلغ عدد سكانها حوالي 4802 نسمة.